# Apionini
Apionini – plemię chrząszczy z nadrodziny ryjkowców i rodziny Berntidae lub pędrusiowatych.
Zakres rodzajów grupowanych w tym plemieniu jest różny w zależności od przyjętej systematyki. W klasyfikacji stosowanej na Fauna Europaea oraz Biodiversity Map plemię to obejmuje tylko jeden rodzaj w faunie europejskiej: Apion i zaliczane jest do rodziny pędrusiowatych i podrodziny Apioninae. Z kolei w systematyce P. Boucharda i współpracowników z 2011 roku, stosowanej również w bazie BioLib.cz, plemię to zaliczane jest do nadplemienia Apionitae i podrodziny Apioninae w rodzinie Brentidae oraz dzielone na 15 podplemion:
- Apionina Schönherr, 1823
- Aplemonina Kissinger, 1968
- Aspidapiina Alonso-Zarazaga, 1990
- Catapiina Alonso-Zarazaga, 1990
- Ceratapiina Alonso-Zarazaga, 1990
- Exapiina Alonso-Zarazaga, 1990
- Ixapiina Alonso-Zarazaga, 1990
- Kalcapiina Alonso-Zarazaga, 1990
- Malvapiina Alonso-Zarazaga, 1990
- Metapiina Alonso-Zarazaga, 1990
- Oxystomatina Alonso-Zarazaga, 1990
- Piezotrachelina Voss, 1959
- Prototrichapiina Wanat, 1995
- Synapiina Alonso-Zarazaga, 1990
- Trichapiina Alonso-Zarazaga, 1990

W takim układzie Apionini z Fauna Europaea odpowiadają podplemieniu Apionina wg Boucharda et al..